# Antoine Bonfanti
Pour les articles homonymes, voir Bonfanti.
Antoine Bonfanti, né le 26 octobre 1923 à Ajaccio (Corse) et mort le 4 mars 2006 à Montpellier (Hérault), est un ingénieur du son français, chef-opérateur du son et mixeur, enseignant dans des écoles de cinéma (régulièrement à l’INSAS à Bruxelles, l’EICTV à Cuba et ponctuellement à la FEMIS - anciennement IDHEC - et à l'ENSLL ) et instituts de cinéma en France et à l’étranger.

## Parcours
Il commence à apprendre son métier comme stagiaire à la perche sur La Belle et la Bête de Jean Cocteau.
Considéré comme l’un des pionniers du son direct en décors naturels : "l’école du son-direct est française - a dit l’ingénieur du son Jean-Pierre Ruh - elle a commencé avec Antoine Bonfanti".
Il se caractérise par des collaborations marquantes avec des cinéastes importants, dont Bernardo Bertolucci, André Delvaux, Amos Gitaï, Jean Luc Godard, Joris Ivens, William Klein, Chris Marker, Gérard Oury, Boris Lehman, Alain Resnais, René Vautier, Paul Vecchiali… (voir filmographie ci-dessous).
Il est soucieux de l’authenticité absolue du son : il aime surtout construire l’univers sonore d’un film à toutes les étapes, du tournage au mixage (à savoir, au tournage : le son direct et les ambiances, et en auditorium : les bruitages, les doublages et le mixage) ; dans ce schéma, on peut compter 120 films dont 80 longs-métrages. Sinon, sa filmographie totale comprend plus de 420 titres environ (dont beaucoup "à l'œil" -  et il en manque encore !).
Résistant, puis engagé au Bataillon de Choc pendant les années de guerre 1943 -1945, militant, communiste dans l’âme, témoin vigilant, il participe aussi au Collectif SLON devenu ISKRA, et aux groupes Medvedkine.
"Il a transmis son savoir-faire d’artiste du son et formé plusieurs générations d’ingénieurs du son dans de nombreux pays (Portugal, Algérie, Tunisie, Maroc, Angola, Mozambique, Argentine, Chili, Cuba, Pérou, Venezuela,Belgique), avec ce souci de transmission et d'engagement qui l'anime dans le soutien qu'il apporte aux  cinéastes de pays où faire du cinéma relève souvent d’un combat".
Le film Antoine Bonfanti - Traces sonores d’une écoute engagée, de Suzanne Durand, reconstitue un trajet professionnel de plus de 50 ans qui manifeste un engagement bien au-delà du simple métier et de sa collaboration avec de si nombreux cinéastes ; c'est aussi une approche originale de la pratique du son. Le film privilégie les rencontres avec quelques cinéastes qui témoignent de sa pratique et de son exigence (René Vautier, André Delvaux, Paul Vecchiali) et des moments de travail d'étudiants et de professionnels, de Cuba à Ouagadougou.
Il se raconte aussi, interviewé par Noël Simsolo dans une émission de France Culture, Mémoire du siècle, Antoine Bonfanti, diffusée le 20 août 1997, et retransmise dans les Nuits de France-Culture le 25 janvier 2016 à minuit.

## Biographie
Antoine, appelé "Nono" dans sa famille corse, "Toni" par ses camarades de guerre, "Bonbon" dans le cinéma, est né en 1923 à Ajaccio. La famille repart en Afrique en 1926 (après avoir déjà passé quelques années à Conakry, en République de Guinée, anciennement "Guinée française"). Son père est receveur-principal des postes à Bobo-Dioulasso au Burkina-Faso (anciennement "Haute-Volta"). Antoine y passe quelques années de son enfance mais, quand son frère aîné Louis doit entrer au lycée, ils reviennent en Corse, avant que son père ne soit nommé percepteur à Saint-Rambert-d’Albon, puis au Touquet-Paris-Plage.
Enfant, il découvre le cinéma du patronage en Corse. Au Touquet, il y va souvent en famille ; il en garde un fort souvenir lorsque son père organise, pour la mort de Roger Salengro en 1936, une projection des Marins de Kronstadt d’Efim Dzigan, d’où les spectateurs sortent en chantant L’Internationale.
Il a 13 ans pendant le Front populaire. Pensionnaire au collège Mariette à Boulogne-sur-Mer, il passe en train devant les usines-aciéries d’Outreau, occupées, des drapeaux rouges sur les toits, et reste très marqué par les ouvriers en grève qui saluent le train le poing levé.  Les "pour" et les "contre" se bagarrent dans la cour du collège. C’est là qu’Antoine a «eu la chance d’avoir Jean Marcenac comme professeur de "philosophie-français", qui lui a ouvert les yeux et sa bibliothèque».
Son début de prise de conscience politique arrive en juin 1940, après la "drôle de guerre" ;  (ce qui lui fera dire toute sa vie "j'ai 17 ans !"). Il ne comprend pas la phrase de Paul Reynaud qui, après la débâcle disait :  "je ne crois pas aux miracles, mais si on me disait que seul un miracle peut sauver la France, je croirais à ce miracle". Mais deux jours après, les Allemands étaient au Touquet.
En pension plus tard, au lycée à Orléans (les Frères sont plutôt collaborateurs - son "correspondant" est un commissaire de police corse), il est renvoyé en novembre 1941 pour avoir mis K.O le "SurGé" (CPE) qui l’avait privé de repas ;  Antoine faisait de la boxe poids-léger ! (il était aussi nageur talentueux et compétitif).
Il a envie de "résistance". Il fait de la gravure sur linoléum pour faire des tracts "en privé", et essaie à plusieurs reprises de passer en Angleterre avec des copains sur des petites barques. Il devient dangereux pour son père qui, lui, fait partie d’un réseau de Résistance. Lorsque Antoine reçoit une convocation des Allemands, en mai 1942, pour la construction du "Mur de l’Atlantique", son père le prie de s’échapper pour aller en Corse (c’est le commissaire qui lui procure un laisser-passer).
Il fait alors partie de la "Résistance armée urbaine"  au  "Front national" (Front national de libération et d'indépendance de la France, créé par le parti communiste) ; "Nous faisions une guerre de libération contre les Allemands et aussi une guerre révolutionnaire contre le régime de Pétain".
En octobre 1943, il s’engage comme volontaire au Bataillon de Choc et devient chasseur dans la 4e compagnie. Après le débarquement à Toulon, son bataillon monte jusqu’au Tyrol ; Antoine y perd de nombreux camarades. À son grand dam, ce n'est qu'en septembre 1945 qu'il sera démobilisé. Il a refusé son inscription à "l'Ordre du mérite" pour un fait d'armes exceptionnel, en solitaire. Il est furieux lorsqu'on lui propose de continuer "son engagement" en Indochine, (il se battait contre un occupant et ne pouvait concevoir d'aller occuper et martyriser un autre pays). Sur son carnet militaire était inscrit "Bon soldat, mauvais militaire"...
Il aura deux enfants d'un premier mariage, Jean-Claude et Francis. Il épousera plus tard Maryvon Le Brishoual qu’il rencontre au Brésil en 1968, sur le tournage du film Le Grabuge (O tumulto) d’Edouard Luntz, produit par la Fox. Ils ont 3 enfants : Kalanna, Maël et Solène.
Fin 1945, il suit des cours par correspondance au Conservatoire des Arts et Métiers et, grâce à son cousin Mathieu Bonfanti, il est pris comme stagiaire sur La Belle et la Bête de Jean Cocteau, aux Studios de Saint Maurice où, par la suite, il apprend tous les postes, tous les métiers du son. En 1948, Il rentre à la Radiodiffusion française (qui deviendra la RTF en 1949 et l'ORTF en 1964) où il apprend "à faire ce qu’il ne faut pas faire… ".
Il se bagarre contre la politique américaine qui n’accepte pas les quotas ; "mais avec l’Accord Blum- Byrnes, Léon Blum sacrifie le cinéma français pour « remettre la France en route » avec l’acceptation du Plan Marshall annoncé en juin 1947 ".
Ce militantisme ne l’empêche pas d’entrer à la M.G.M - France (Metro Goldwyn Mayer), studio très prisé à l’époque, où il acquiert la maîtrise de la post-synchronisation et du mixage.
En 1958, il commence à travailler pour le cinéma avec la plupart des réalisateurs "qui ont compté à une époque qui a compté, et qui rentraient peu ou prou dans la mouvance de la Nouvelle Vague". Il les rencontre à l’auditorium la SIMO à Boulogne-Billancourt où il admire et apprend beaucoup avec Jean Neny, le grand inventeur de nombreuses techniques de doublage et mixage en auditorium.
Quand les tournages de films sortent des studios, il cherche d’autres micros, fabrique des bonnettes contre le vent, des perchettes pour le documentaire et, plus tard, passera beaucoup de temps à créer un modèle de perche carrée.
En 1962, il fait le son, avec Pierre Lhomme à l’image, du film de Chris Marker, Le Joli Mai, devenu mythique. Il fait partie de SLON, créé par Chris Marker et Inger Servolin, devenu ISKRA ensuite, (dont il sera gérant quelques années) et des groupes Medvedkine : c’est l’aventure extraordinaire avec les ouvriers de la Rhodiaceta à Besançon en 1967, et des usines Peugeot de Sochaux en 1968.
Dès 1962, il commence à donner des cours plusieurs fois par an à l’INSAS à Bruxelles jusqu’au milieu des années 1980.

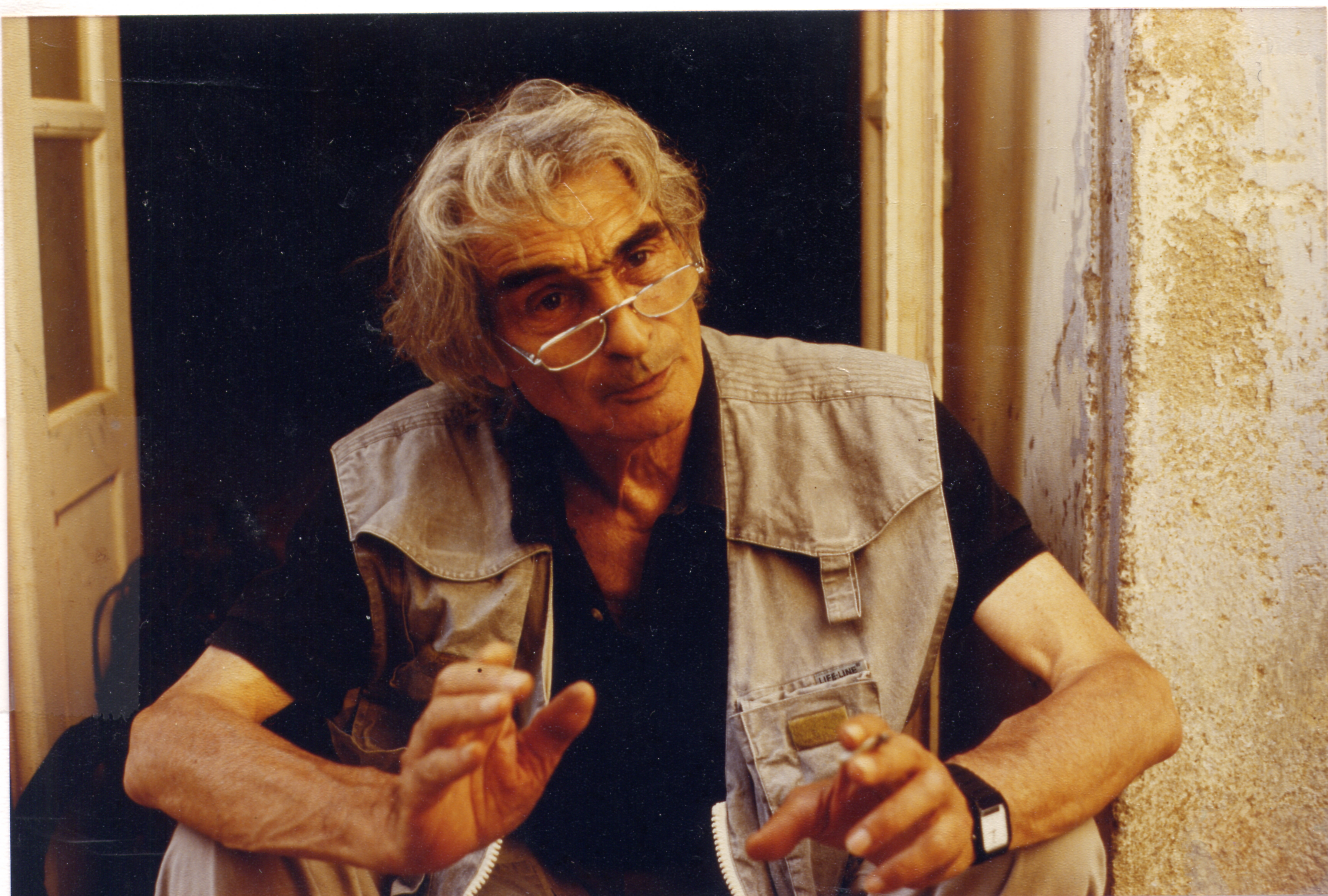
Antoine Bonfanti, "Toujours dire, raconter, convaincre…"

Il rentre "en communion" avec Cuba en 1963, sur le tournage du documentaire de Claude Otzenberger "Fidel si, Fidel no". Il fait don à l'ICAIC de ses appareils professionnels (le Nagra III et son micro fétiche Beyer M160). Pour lui, Cuba était « la découverte d’une application unique d’un concept socialiste, mais les Cubains, peuple extraordinaire, ne méritent pas ce qu’ils ont vécu ensuite ». Il se révolte sans cesse contre l'embargo instauré en 1962 par les États-Unis (appelé « blocus » à Cuba) et qui demeure encore.
Antoine est profondément un insulaire, il aime être entouré par la mer, comme en Corse ou à l'île de Groix, près du pays de "sa Bretonne", où il acquiert une maison après le tournage du film "Un bruit qui court" de Jean Pierre Sentier, en 1983.
En 1986, il commence à donner des cours à l’EICTV (à San Antonio de los Baños - Cuba) tous les ans jusqu'en février 1999 ; et réclamé ensuite mais des problèmes de santé l'en ont empêché.
En 1994, ils se réunissent entre amis et "hommes du son" : René Levert, Dominique Levert, Auguste Galli, Francis Bonfanti, pour créer un studio d'enregistrement et de repiquage de son, ainsi que de location de matériel : CINACCORD -  Bd Voltaire à Paris, (où ils ont pu ainsi aider un grand nombre de jeunes réalisateurs et ingénieurs du son).
Des cinéastes comme René Vautier, Yann Le Masson, Bruno Muel, Jacqueline Meppiel sont ses camarades, ses frères et sœur de lutte. Mais Antoine est aussi collaborateur de gens très différents de sa famille politique de départ, à partir du moment où il peut « faire son son, pour devenir le son du film », et que c'est d’autant plus facile pour lui d’imposer du son direct là où les acteurs improvisent et ne peuvent se doubler en post-synchro (comme Louis de Funès dans les films de Gérard Oury).
Il est invité à des colloques, séminaires et conférences sur le son, fait partie ou est président de jury de festivals, mais il intervient surtout dans un grand nombre d’offices, instituts, centres et écoles de cinéma dans de nombreux pays ; la Cinémathèque de Lisbonne lui consacre une semaine en mars 1985.
Malade, il est "descendu" vivre avec son épouse Maryvon à Montpellier, en septembre 2000, près de sa mer Méditerranée adorée. C’est là qu’il décède en mars 2006. Ont suivi des messages d’amour et de reconnaissance innombrables (dans les milieux professionnel et privé), et des hommages.
Depuis... "au hasard des rencontres professionnelles, sur des tournages, en auditorium, au détour des conversations son nom surgit régulièrement comme une référence. Il reste un témoin actif et privilégié de son temps comme de son métier", comme il l'était déjà dans des écoles et facultés en option-cinéma.

## Filmographie
Filmographie (de plus de 50 ans de métier) de ses collaborations sonores diverses, à différents niveaux et à différents postes : pour les films (C.M. - L.M. de fiction ou documentaire) les dates sont celles ou de tournage ou des travaux en auditorium ou de sortie ; et pour les concerts et spectacles, les dates sont celles des enregistrements en live ou en studio).
- 1945-47 : Studios de Saint-Maurice
- 1946 : La Belle et la Bête de Jean Cocteau
- 1948-50 : la Radiodiffusion française
- 1950-56 : Auditorium MGM-France
- 1955 : Afrique-sur-Seine de Paulin Soumanou Vieyra
- 1956 : Un général revient[11] de René Vautier
- 1956-61 : Auditorium “la SIMO” (direction Jean Neny), Studios de Boulogne
- 1956 : Les Aventures de Till l'Espiègle de Joris Ivens/Gérard Philipe
- 1957 : Les Marines de François Reichenbach
- 1958 : Hiroshima mon amour d’Alain Resnais
- 1958 : Air France Régularité de Jean Venard
- 1959 : Os Bandeirantes de Marcel Camus
- 1959 : Les Nuits de Raspoutine de Pierre Chenal
- 1960 : Les Honneurs de la guerre de Jean Dewever
- 1960 : Magritte ou la leçon de choses de Luc de Heusch
- 1961 : Snobs de Jean-Pierre Mocky
- 1961 : L’oiseau de paradis de Marcel Camus
- 1962 : La Jetée de Chris Marker
- 1962 : Le Joli Mai[12] de Chris Marker[13]
- 1962 : Muriel ou le Temps d'un retour d’Alain Resnais
- 1962 : Regard sur la folie de Mario Ruspoli
- 1962 : Octobre à Paris[14] de Jacques Panijel
- 1962 : Enquêtes de Mario Ruspoli
- 1962 : En France comme si vous y étiez de Fernand Marzelle
- 1962 : Mandrin de Jean-Paul Le Chanois
- 1963 : Neuf émissions sur le cinéma polonais d’André Delvaux
- 1963 : Fidel si Fidel no[15] (Cuba 63) de Claude Otzenberger
- 1963 : Les Plus Belles Escroqueries du monde de Jean-Luc Godard
- 1963 : La Salamandre d'or de Maurice Regamey
- 1963 : À Valparaíso de Joris Ivens
- 1963 : Les Félins de René Clément
- 1963 : Templa et les gens du cirque de Claude Otzenberger
- 1963 : Le petit chapiteau de Joris Ivens
- 1963 : L'Amérique insolite de François Reichenbach
- 1964 : L'Insoumis d’Alain Cavalier
- 1964 : Une femme mariée  de Jean-Luc Godard
- 1964 : Le Corniaud de Gérard Oury
- 1964 : Le bonheur (1ère part.) d'Agnès Varda
- 1964 : L’homme au crâne rasé d’André Delvaux
- 1964 : Le Coup de grâce de Jean Cayrol et Claude Durand
- 1964 : Bande à part de Jean-Luc Godard
- 1964 : Le Train de John Frankenheimer et Bernard Farrel
- 1964 : Les Félins de René Clément
- 1964 : Lettre à ma mère de Paul Vecchiali
- 1965 : La Surface perdue de Dolorès Grassian
- 1965 : Les Tribulations d’un Chinois en Chine de Philippe de Broca
- 1965 : Qui êtes-vous Polly Maggoo ? de William Klein
- 1965 : La guerre est finie d’Alain Resnais
- 1965 : Pierrot le fou de Jean-Luc Godard
- 1965 : Deux ou trois choses que je sais d'elle de Jean-Luc Godard
- 1965 : Masculin féminin de Jean-Luc Godard
- 1965 : La Brûlure de mille soleils de Pierre Kast
- 1965 : Nick Carter et le trèfle rouge de Jean-Paul Savignac
- 1965 : La Religieuse (Suzanne Simonin, la Religieuse de Diderot) de Jacques Rivette
- 1965 : Les Ruses du diable de Paul Vecchiali
- 1965 : Au hasard Balthazar de Robert Bresson
- 1965 : Le trèfle rouge de Jean-Paul Savignac
- 1965 : Les Cœurs verts d’Édouard Luntz
- 1966 : La Loi du survivant de José Giovanni
- 1966 : Bonne fête Antoine de Michel Desrois
- 1966 : La Grande Vadrouille de Gérard Oury
- 1966 : Jeu de massacre d’Alain Jessua
- 1966 : Oradour d'Olivier Landau
- 1966 : La terre et la boue de Joris Ivens
- 1966 : Si j’avais 4 dromadaires de Chris Marker[13]
- 1967 : Les Jeunes Loups de Marcel Carné
- 1967 : Un soir, un train d’André Delvaux
- 1967 : Je t'aime, je t'aime d’Alain Resnais
- 1967 : La Sixième face du Pentagone de Chris Marker[13]
- 1967 : A bientôt j’espère de Chris Marker/Mario Marret
- 1967 : Lamiel de Jean Aurel
- 1967 : Le Viol de Jacques Doniol-Valcroze
- 1967 : La Chinoise de Jean-Luc Godard
- 1967 : Jérémie de Michel Desrois
- 1967 : Loin du Vietnam du Collectif : J.L.Godard, W.Klein, J.Ivens, C.Lelouch, Ch.Marker, A.Varda
- 1967 : Le 17e Parallèle de Joris Ivens, Marceline Loridan
- 1967 : Week-end de Jean-Luc Godard
- 1967 : Mexico, Mexico de François Reichenbach
- 1967 : Rotterdam de Joris Ivens
- 1968  : La charnière d'Antoine Bonfanti
- 1968 : One Plus One de Jean-Luc Godard
- 1968 : Mister Freedom de William Klein
- 1968 : Le Grabuge d’Édouard Luntz
- 1968 : Trois de James Salter
- 1968 : Nous n'irons plus au bois de Georges Dumoulin
- 1968 : L'amour c'est gai, l'amour c'est triste de Jean-Daniel Pollet
- 1968 : Classe de lutte[16] du Groupe Medvedkine (Pol Cèbe)
- 1968 : Emile et Espérance (et mille espérances) de Michel Desrois
- 1968 : Sept jours ailleurs de Marin Karmitz
- 1969 : La Panaf (Festival Panafricain à Alger) de William Klein
- 1969 : Eldridge Cleaver de William Klein
- 1969 : Tout peut arriver de Philippe Labro
- 1969 : Le Dernier Saut d’Édouard Luntz
- 1969 : La fête des mères de Michel Desrois
- 1969 : La Maison des bories de Jacques Doniol-Valcroze
- 1969 : La Ligne droite de Jacques Gaillard
- 1969 : Lettres de Stalingrad de Gilles Katz
- 1969 : Le Peuple et ses fusils de Joris Ivens, Marceline Loridan-Ivens et Jean-Pierre Sergent
- 1969 : La Parcelle de Jacques Loiseleux
- 1969 : Continental circus
- 1970 : Les Ajoncs, court métrage de René Vautier
- 1970 : Popsy Pop de Jean Herman
- 1970 : La Fin des Pyrénées de Jean-Pierre Lajournade
- 1970 : Les premiers jours de la vie de Claude Edelman
- 1970 :  Nigeria, Nigeria one d’Henri Hervé
- 1970 : Le Soldat Laforêt de Guy Cavagnac
- 1970 : L'Étrangleur de Paul Vecchiali
- 1970 : Les immigrés en France - le logement de Robert Bozzi
- 1970 : Carrières féminines de Fernand Marzelle
- 1970 : Vladimir et Rosa de Jean-Luc Godard
- 1970 : Luttes en Italie (Lotte in Italia) de Jean-Luc Godard
- 1970 : British Sounds de Jean-Luc Godard
- 1970 : Vent d'Est de Jean-Luc Godard
- 1970 : Amougies (Music Power - European Music Revolution)  de Jérôme Laperrousaz
- 1970 : On vous parle du Brésil : Carlos Marighela de Chris Marker[13]
- 1970 : On vous parle de Paris : Les mots ont un sens - François Maspero de Chris Marker[13]
- 1970 : On vous parle de Prague : Le 2e procès d’Arthur London de Chris Marker[13]
- 1970 : La terrifiante diablerie de Pétrifix de Chris Marker
- 1970 : Le coup de l’ours de Jean-Pierre Kalfon
- 1971 : Lettre à mon ami Pol Cèbe[17] de Michel Desrois
- 1971 : Paulina 1880  de Jean-Louis Bertuccelli
- 1971 : Week-end à Sochaux de Bruno Muel
- 1971 : La Folie des grandeurs de Gérard Oury
- 1971 : Stockhausen au Liban d’Anne-Marie Deshayes
- 1971 : Belle d’André Delvaux[18]
- 1971 : L’Homme de feu de Claude Caillou
- 1971 : L’Humeur vagabonde d’Édouard Luntz
- 1971 : Lo Païs de Gérard Guérin
- 1971 : Meurtre à la radio de Jacques Bral
- 1971 : Avoir vingt ans dans les Aurès de René Vautier[19]
- 1971 : Le train en marche de Chris Marker[13]
- 1971 : Ça n'arrive qu'aux autres de Nadine Trintignant
- 1971 : Démocratie syndicale[20] de Miroslav Sebestik
- 1971 : Les jonquilles de Paul Vecchiali
- 1971 : Le Bonheur de Medvedkine
- 1972 : L'Athanor de Philippe Garrel
- 1972 : Sans sommation de Bruno Gantillon
- 1972 : Une baleine qui avait mal aux dents de Jacques Bral
- 1972 : Une belle fille comme moi de François Truffaut
- 1972 : La Société du spectacle[21] de Guy Debord
- 1972 : Themroc de Claude Faraldo
- 1972 : Tout va bien de Jean-Luc Godard
- 1972 : Les Petits Enfants d'Attila  de Jean-Pierre Bastid
- 1972 : Continental Circus de Jérôme Laperrousaz
- 1972 : La Cicatrice intérieure de Philippe Garrel
- 1972 : Les Noces de porcelaine de Roger Coggio
- 1973 : Gouma de Michel Papatakis
- 1973 : La Nuit américaine de François Truffaut
- 1973 : Le Dernier Tango à Paris de Bernardo Bertolucci
- 1973 : La Folle de Toujane[22] de René Vautier
- 1973 : Souvenirs de Grasse de Jean-Jacques Béryl
- 1973 : Femmes au soleil de Liliane Dreyfus
- 1973 : L’Inde au féminin de François Chardeaux
- 1973 : L'Homme du fleuve de Jean-Pierre Prévost
- 1973 : La République est morte à Diên Biên Phu de Jérôme Kanapa
- 1973 : Le Mariage à la mode de Michel Mardore
- 1973 : Défense de savoir de Nadine Trintignant
- 1973 : Sweet Movie de Dušan Makavejev
- 1973 : Le Sourire vertical de Robert Lapoujade
- 1973 : Kashima Paradise de Yann Le Masson
- 1973 : Scènes de grève en Vendée du Collectif Cerisay
- 1973 : Pour les Palestiniens, une Israélienne témoigne d’Edna Politi
- 1973 : Septembre chilien de Bruno Muel et Théo Robichet
- 1973 : Les Grégoires de Carpentier
- 1974 : Olivier Messiaen et les oiseaux de Michel Fano et Denise Tual
- 1974 : Tendre Dracula de Pierre Grunstein
- 1974 : Le temps d’Emma (Emma Stern) de Liliane de Kermadec
- 1974 : Les Versaillais ont-ils pris Paris ? Niet ! de Jacques Prayer
- 1974 : Avec le sang des autres de Bruno Muel
- 1974 : La Nuit du phoque[23] de Jean-Jacques Birgé
- 1974 : La Solitude du chanteur de fond de Chris Marker[13]
- 1974 : Femmes, femmes de Paul Vecchiali
- 1974 : Zig-Zig de László Szabó
- 1974 : Quand tu disais Valéry de René Vautier
- 1974 : L'Assassin musicien de Benoît Jacquot
- 1974 : India Song de Marguerite Duras
- 1974 : HuMan de Jérôme Laperrousaz
- 1974 : Le Voyage d'Amélie de Daniel Duval
- 1974 : Il pleut toujours où c'est mouillé de Jean-Daniel Simon
- 1974 : Le long de la rivière Fango de Sotha
- 1974 : La Mort d'un guide de Jacques Ertaud
- 1974 : Histoire de Paul de René Féret
- 1974 : Quand tu disais Valéry de René Vautier
- 1974 : La Bête de Walerian Borowczyk
- 1974 : Lutte d'aujourd'hui[24] de Miroslav Sebestik
- 1974 : Si j'te cherche, j'me trouve de Roger Diamantis
- 1975 : Les Fleurs du miel de Claude Faraldo
- 1975 : Je t'aime moi non plus de Serge Gainsbourg
- 1975 : Moi, Pierre Rivière de Christine Lipinska
- 1975 : Histoire d'aller plus loin de Jérôme Kanapa et Bernard Paul
- 1975 : Voyage de noces de Nadine Trintignant
- 1975 : Ce gamin-là de Renaud Victor
- 1975 : Les Bicots-nègres, vos voisins de Med Hondo
- 1975 : Le Graphique de Boscop de Sotha et George Dumoulin
- 1975 : Interview de Benjamin Murmelstein (film Le Dernier des injustes de Claude Lanzmann sorti en 2013)
- 1975 : Les Jours gris d’Iradj Azimi
- 1975 : L'Affiche rouge de Frank Cassenti
- 1975 : Guerre du peuple en Angola[25] de Marcel Trillat-Bruno Muel-Antoine Bonfanti-Michel Desrois
- 1975 : Pierre Molinier - 7, rue des Faussets de Noël Simsolo
- 1975 : Change pas de main de Paul Vecchiali
- 1975 : Daguerréotypes d'Agnès Varda
- 1976 : Dernière sortie avant Roissy de Bernard Paul
- 1976 : El Cine soy yo de Luis Armando Roche
- 1976 : Gloria Mundi (Acte) de Nico Papatakis
- 1976 : Les Ambassadeurs de Nacer Ktari
- 1976 : Quatorze juillet(s) de Jacques Prayer
- 1976 : Mademoiselle K. de Robert Faurous Palacio
- 1976 : Le Jardin des Hespérides de Jacques Robiolles
- 1976 : Le Grand Soir de Francis Reusser
- 1976 : L'Adieu nu de Jean-Henri Meunier
- 1976 :  Nous aurons toute la mort pour dormir de Med Hondo
- 1976 : Aurais dû faire gaffe, le choc est terrible de Jean-Henri Meunier
- 1976 : Le Berceau de cristal de Philippe Garrel
- 1976 : Tabarnac de Claude Faraldo
- 1976 : Les Enfants du placard de Benoît Jacquot
- 1976 : La Communion solennelle de René Féret
- 1976 : La Spirale[26] de Armand Mattelart, Valérie Mayoux et Jacqueline Meppiel, Chris Marker
- 1976 : Flocons d'or de Werner Schroeter
- 1976 : Les Indiens sont encore loin de Patricia Moraz
- 1976 : La Fête d'Andrzej Żuławski
- 1977 : Promesse d’été d’Olivier Delilez
- 1977 : La Machine de Paul Vecchiali
- 1977 : Sauf dimanches et fêtes de François Ode
- 1977 : Le 23e cessez-le-feu de Jean-François Dars, Anne Papillault
- 1977 : En l'autre bord de Jérôme Kanapa
- 1977 : Le Théâtre des matières de Jean-Claude Biette
- 1977 : Le fond de l'air est rouge de Chris Marker[13]
- 1977 : Une page d’amour de Jean Rabinovitch
- 1977 : La triple mort du 3e personnage d’Helvio Soto
- 1977 : Faz la Coragem, Camarada (Courage Camarade) de Ruy Duarte de Carvalho
- 1977 : Dofar de Jacqueline Meppiel
- 1977 : Haine de Dominique Goult
- 1978 : Utopia d’Iradj Azimi
- 1978-1980 : Les Aventures de Holly et Wood de Robert Pansard-Besson
- 1978 : Exit seven d’Émile Degelin
- 1978 : L’arrêt au milieu de Jean-Pierre Sentier
- 1978 : Dierick Boots d’André Delvaux
- 1978 : La balle perdue de Jean-Luc Miesch
- 1978 : Les petits enfants du jazz d’A.Weinberger
- 1978 : Femme entre chien et loup d’André Delvaux
- 1978 : Corps à cœur de Paul Vecchiali
- 1978 : Grands soirs et petits matins de William Klein
- 1978  : Le Mensonge de Paul Vecchiali
- 1978 : Les Belles Manières de Jean-Claude Guiguet
- 1978 : Plurielles de Jean-Patrick Lebel
- 1978 : Le coup du singe d’Ode Bitton et Jean-Pierre Kalfon
- 1978 : Marée noire, colère rouge de René Vautier
- 1978 : L’animal en question de Vladimir Pozner
- 1978 : Angela Davis de Jacqueline Meppiel
- 1978 : La fête aujourd’hui de Maria Koleva
- 1978 : Rue du Pied de Grue de Jean-Jacques Grand-Jouan
- 1978 : Seize minutes vingt secondes de Miroslav Sebestik
- 1978 : Le Rose et le Blanc de Robert Pansard-Besson
- 1979 : Le Rouge de Chine de Jacques Richard
- 1979 : West Indies ou les nègres marrons de la liberté de Med Hondo
- 1979 : Extérieur nuit de Jacques Bral
- 1979 : Lettre de Benjamin de Simone Boruchowicz
- 1979 : Simone Barbès ou la vertu de Marie-Claude Treilhou
- 1979 : Série indienne : Les Bauls - Calcutta - Bénarès – Konarak de Georges Luneau
- 1979 : Des quetsches pour l’hiver de Jean-Paul Menichetti
- 1979 : Hé ! Tu m'entends ?  de Renaud Victor
- 1979 : Les Derviches-tourneurs de Pierre-Marie Goulet
- 1979 : Tout dépend des filles de Pierre Fabre
- 1979 : Tartan Jacket de Cécile Clairval
- 1979 : Yamar Fiesta de Luis Figueroa
- 1979 : Estraburgo en Chile de Philippe Avril
- 1979 : Grenade d’Olivier Landau
- 1980 : Parano (Les vagues sont bonnes en septembre) de Bernard Dubois
- 1980 : Cauchemar de Noël Simsolo
- 1980 : C'est la vie de Paul Vecchiali
- 1980 : Le Jardinier de Jean-Pierre Sentier
- 1980 : Les anciens du Vercors de Bruno Muel
- 1980 : Karim de François Ode
- 1980 : Instinct de femme (La Mandragore) de Claude Othnin-Girard
- 1980 : Souvenir inoubliable de Philippe Nahoun
- 1980 : Oxalá d’António Pedro Vasconcelos
- 1980 : Comme la mer et ses vagues d’Edna Politi
- 1980 : Les Brus de Juan Luis Buñuel
- 1980 : Guns de Robert Kramer
- 1980 : Le Regard des autres de Fernando Ezequiel Solanas
- 1980 : Plogoff, des pierres contre des fusils de Nicole Le Garrec
- 1980 : Court-circuits de Patrick Grandperret
- 1980 : Little king de William Klein
- 1981 : Pan-pan de Noël Simsolo
- 1981 : Les Îles d’Iradj Azimi
- 1981 : Corre Gitano de Tony Gatlif
- 1981 : Les Filles de Grenoble de Joël Le Moigné
- 1981 : Sans soleil de Chris Marker[13]
- 1981 : Lettres d'amour en Somalie de Frédéric Mitterrand
- 1982 : Ava Basta de Marie-Jeanne Tomasi
- 1982 : Salut la puce de Richard Balducci
- 1982 : Griserie de Saguenail
- 1982 : Nous étions tous des noms d’arbres d’Armand Gatti
- 1982 : L’anniversaire de Thomas de Jean-Paul Menichetti
- 1982 : Ana d’António Reis et Margarida Cordeiro
- 1982 : Canti instrumenti antichi e doghje de A Cumpagnia
- 1982 : Sonni sumadori de A Cumpagnia
- 1983 : Biotherm de Jérôme Laperrousaz
- 1983 : Site de Pierre-Marie Goulet
- 1983 : La meute de Jean-Paul Dekiss
- 1983 : Un rendez-vous manqué de François Ode
- 1983 : Un bruit qui court de Jean-Pierre Sentier et Daniel Laloux
- 1983 : Demi-pression de Georges Trillat
- 1983 : Emigrés de René Vautier
- 1983 : Taxi de nuit de Jean-Claude Bonfanti
- 1983 : Mimoria de Simon Lucciani
- 1983 : Point de fuite de Raoul Ruiz
- 1983 : Benvenuta d’André Delvaux
- 1983 : Club Med de Jérôme Laperrousaz
- 1983 : Le rouge-gorge de Pierre Zucca
- 1983 : Les frères Baschet de Marc Baschet
- 1984 : Juin de Miroslav Sebestik
- 1984 : Le Juge de Philippe Lefebvre
- 1984 : Notre mariage de Valeria Sarmiento
- 1984 : Azzione de J. Simon Peretti
- 1984 : Malavia de Dominique Tiberi
- 1984 : Caméra de Marie-Jeanne Simoni
- 1984 : Overdose de Georges Trillat
- 1984 : Les anges d’Elsie Haas
- 1984 : Comédie de François Ode
- 1984 : O Lugar do Morto de António-Pedro Vasconcelos
- 1984 : 2084 de Chris Marker[13]
- 1984 : Amazonie (série télé) de Jacques-Yves Cousteau
- 1984 : Collages de Sarenco
- 1984 : Copie zéro de Raymond Depardon ce film n'existe pas
- 1984 : La légende inachevée de Robert Faurous Palacio
- 1984 : Overdose de Gérard Georges
- 1984 : Pouca terra de Saguenail
- 1984 : Drôle d’oiseau de Michel Kania
- 1985 : Rouge-gorge de Pierre Zucca
- 1985 : L’éveillé du pont de l’Alma de Raoul Ruiz
- 1985 : La lézarde de Gérard Lecca
- 1985 : Beau temps mais orageux en fin de journée de Gérard Frot-Coutaz
- 1985 : Micro-endoscopie en chambre postérieure de Michel Tomasi
- 1985 : Paulette, la pauvre petite milliardaire de Claude Confortès
- 1985 : Transhumances, le retour des chevaux de Vania Villers
- 1985 : Haïti d’Elsie Haas
- 1985 : Rosa la rose, fille publique de Paul Vecchiali
- 1985 : Mourir un peu de Saguenail
- 1986 : Avec sentiment de Paul Vecchiali
- 1986 : Sauveteurs d’Emmanuel Audrain
- 1986 : L’oiseau de feu d’Ann Marchi
- 1986 : U Catalorzu de Dominique Maestrati
- 1986 : Domaine d’Anghione de Michel Tomasi
- 1988 : Matar Saudades de Fernando Lopes
- 1987 : Plage de Pierre-Marie Goulet
- 1987 : Hold-up d’Yves Pedron
- 1987 : Encore (Once more) de Paul Vecchiali
- 1987 : La ronde républicaine de Barbara Gaspary
- 1987 : Les chemins de Zouc de Claude Massot
- 1988 : Le Café des Jules de Paul Vecchiali
- 1988 : Transfench de Jean Lefaux
- 1988 : Les Demoiselles d’Avignon, Musée PIcasso de Noël Simsolo
- 1988 : Albanie de Jean-Pierre Graziani
- 1988 : Malincunia de Dominique Maestrati
- 1988 : Maintenant de Pierre-Marie Goulet
- 1988-1989 :  Berlin-Jérusalem d’Amos Gitaï
- 1988 : Saint-Algue d’Yves Pedron
- 1988 : Les camps du silence de Bernard Mangiante
- 1988 : L'Œuvre au noir d’André Delvaux
- 1988 : Une fille d’Henri Herré
- 1988 : L’horloge du village de Philippe Costantini
- 1988 : Jiri Kolar d’Ann Marchi
- 1988 : Cristofanu Columbu de Toni Casalonga et Joseph Chiari
- 1989 : L'amour en latin de Saguenail
- 1989 : 1001 films d’André Delvaux
- 1989 : Bona sera (La bouteille de gaz) d’Henri Graziani
- 1989 : Nef de Gabriel le Bomin
- 1989 : Engins d’Yves Pedron
- 1989 : La déclaration des droits de l’homme de Raoul Ruiz
- 1989 : L’homme en blanc d’Yves Pedron
- 1989 : L’homme de terre de Boris Lehman
- 1989 : La mémoire des îles d’Emmanuel Audrain
- 1989 : Les cousins d’Amérique de Philippe Costantini
- 1990 : Le cantique des pierres de Michel Khleifi
- 1990 : Roman-photos de Carole Scotta
- 1990 : Giorno di rabbia de Thomas Langmann
- 1990 : Impetrata de Dominique Tiberi
- 1990 : Le Voyage étranger de Serge Roullet
- 1990 : Babel de Boris Lehman
- 1990 : De l’autre côté du miroir de Dominique Maestrati
- 1991 : Entre ciel et mer de Gabriel le Bomin
- 1991 : Alba Mossa d’Yves de Peretti
- 1991 : Golem, l'esprit de l'exil d’Amos Gitaï
- 1991 : 1, 2, 3, soleil ! de Marie-Jeanne Simoni
- 1991 : Lettre à Clarinette de Christian Blanchet
- 1991 : Nous deux (Madunaccia) d’Henri Graziani
- 1991 : Babilée 91 de William Klein
- 1991 : Rosa Negra de Margarida Gil
- 1991 : Marie Atger d’Anita Fernandez
- 1991 : Matria de Jacky Micaelli
- 1991 : Mare Nostrum (Corse) - Collectif
- 1991 : La voie royale de Dominique Maestrati
- 1992 : Golem, le jardin pétrifié d’Amos Gitaï
- 1992 : Chronique d’une banlieue ordinaire de Dominique Cabrera
- 1992 : Noces de sable de Véronique Lindberg
- 1992 : concerts d'orgue (Corse)
- 1992 : concerts d'A Cumpagnia à Champs s/Marne
- 1992 : Ab Eternu de A Fileta
- 1992 : Faits et dits de Nasreddin-Hodja de Pierre-Marie Goulet
- 1993 : Tripot au feu de Jean-Jacques Privas
- 1993 : Rosa Negra de Margarida Gil
- 1993 : Grand amour de Jacky Micaelli
- 1993 : Jeu fatal d’Omar Chraïbi
- 1993 : La femme parlée de Jacques Gratiot
- 1993 : Le soir de l’Angelus d’Aymeric de Valon
- 1993 : Le Fond de l'air est rouge - v.ang.  de Chris Marker[13]
- 1993 : La chevelure de Bérénice d’Ann Marchi
- 1993 : Portrait d’un mineur (Raconte grand-père) de Jean-Luc Debeve
- 1993 : Tap-tap d’Elsie Haas
- 1993 : À la recherche du mari de ma femme  de Mohamed Abderrahman Tazi
- 1994 : La parabole corse d’Ange Casta
- 1994 : Asientos de François Woukoache
- 1994 : Les Égarés de Gabriel Le Bomin
- 1994 : De sueur et de sang  (Wonder Boy) de Paul Vecchiali
- 1994 : Leçon de vie de Boris Lehman
- 1995 : Marques et traces de Noël Simsolo
- 1995-1997 : Polifonias - Pace e salute Michel Giacometti ! de Pierre-Marie Goulet
- 1996 : Cocteau - Mensonges et vérités de Noël Simsolo
- 1996-97 : Debout dans ce siècle anthracite de Christiane Rorato
- 1997 : La montagne de Baya de Azzedine Meddour
- 1998 : Les suppliantes de Marie-Luce Bonfanti et Crista MIttelsteiner
- 1998 : Cubafroamerica de Maryvon Le Brishoual-Bonfanti
- 1999 : Le blanc de Bilbalogo (Burkina-Faso)[27] de Maryvon Le Brishoual-Bonfanti
- 1999 : San Bartuli - l’écho de La Castagniccia[28] de Maryvon Le Brishoual-Bonfanti
- 2002 : Fragile comme le monde de Rita Azevedo

## Prix et nominations
- Césars 1977 : nomination au César du meilleur son pour le film Je t'aime moi non plus de Serge Gainsbourg.

## Publication
Antoine Bonfanti et Pierre Ley, « Le film », dans Denis Mercier (dir.), Le Livre des Techniques du Son, Tome 3 : L'exploitation, Paris, Eyrolles, 1993, p. 327-389